# Brash Entertainment
Brash Entertainment fue un desarrollador de videojuegos estadounidense centrado en juegos con licencia. La empresa fue cofundada en 2007 por Thomas Tull, Bert Ellis, el presidente y director de operaciones Nicholas Longano, y el director ejecutivo y Presidente Mitch Davis.
La empresa produjo dos juegos en su primer año de operaciones. El primer lanzamiento fue Alvin and the Chipmunks lanzado en conjunto con la película de 2007 del mismo nombre.